# Zakaria Loukili
Zakaria Loukili (Copenaghen, 25 gennaio 2006) è un calciatore svedese, centrocampista del Malmö FF.

## Biografia
È nato a Copenaghen da genitori marocchini e si è trasferito un anno più tardi con la famiglia a Malmö.

## Carriera

### Club
È cresciuto nel settore giovanile del Malmö FF ed ha debuttato in prima squadra il 23 agosto 2023 nell'incontro di Svenska Cupen vinto 2-0 contro lo Smedby. Il 28 aprile 2024 ha debuttato in Allsvenskan contro l'AIK ed il 31 ottobre seguente ha firmato il suo primo contratto professionistico.

### Nazionale
Ha giocato con le nazionali svedesi Under-17 ed Under-19.

## Statistiche

### Presenze e reti nei club
Statistiche aggiornate al 24 gennaio 2025.
| Stagione        | Squadra         | Campionato      | Campionato | Campionato | Coppe nazionali | Coppe nazionali | Coppe nazionali | Coppe continentali | Coppe continentali | Coppe continentali | Altre coppe | Altre coppe | Altre coppe | Totale | Totale | Totale |
| Stagione        | Squadra         | Comp            | Pres       | Reti       | Comp            | Pres            | Reti            | Comp               | Pres               | Reti               | Comp        | Pres        | Reti        | Pres   | Reti   |        |
| --------------- | --------------- | --------------- | ---------- | ---------- | --------------- | --------------- | --------------- | ------------------ | ------------------ | ------------------ | ----------- | ----------- | ----------- | ------ | ------ | ------ |
| 2023            | Malmö FF        | A               | 0          | 0          | CS+CS           | 0+1             | 0               | -                  | -                  | -                  | -           | -           | -           | 1      | 0      |        |
| 2024            | Malmö FF        | A               | 6          | 0          | CS+CS           | 1+1             | 0               | UCL+UEL            | 0+5                | 0                  | -           | -           | -           | 13     | 0      |        |
| Totale carriera | Totale carriera | Totale carriera | 6          | 0          |                 | 3               | 0               |                    | 5                  | 0                  |             | -           | -           | 14     | 0      |        |

## Palmarès

### Club

#### Competizioni nazionali
- Campionato svedese: 2

Malmö FF: 2023, 2024
- Coppa di Svezia: 1

Malmö FF: 2023-2024